# سرجیو پترلی
سرجیو پترلی (انگلیسی: Sergio Petrelli؛ زادهٔ ۲۷ ژوئیهٔ ۱۹۴۴) بازیکن فوتبال اهل ایتالیا است.
از باشگاه‌هایی که در آن بازی کرده‌است می‌توان به باشگاه فوتبال هلاس ورونا، باشگاه ورزشی لاتزیو، باشگاه فوتبال یوونتوس، باشگاه فوتبال آنکونا، باشگاه فوتبال آ.اس. رم، و باشگاه فوتبال پیزا اشاره کرد.